# Roda de Eresma
Roda de Eresma ist ein Ort und eine Gemeinde (municipio) mit 253 Einwohnern (Stand: 2024) in der zentralspanischen Provinz Segovia in der Autonomen Region Kastilien-León.

## Lage und Klima
Roda de Eresma liegt in der kastilischen Meseta in ca. 940 m Höhe ungefähr zehn Kilometer (Fahrtstrecke) nordnordwestlich der Provinzhauptstadt Segovia. Durch die Gemeinde führt die Autovía A-601. Das Klima ist gemäßigt bis warm; Regen (594 mm/Jahr) fällt mit Ausnahme der trockenen Sommermonate übers Jahr verteilt.

## Bevölkerungsentwicklung
| Jahr      | 1970 | 1981 | 1991 | 2001 | 2011 | 2021 |
| Einwohner | 133  | 95   | 100  | 107  | 225  | 201  |

## Sehenswürdigkeiten

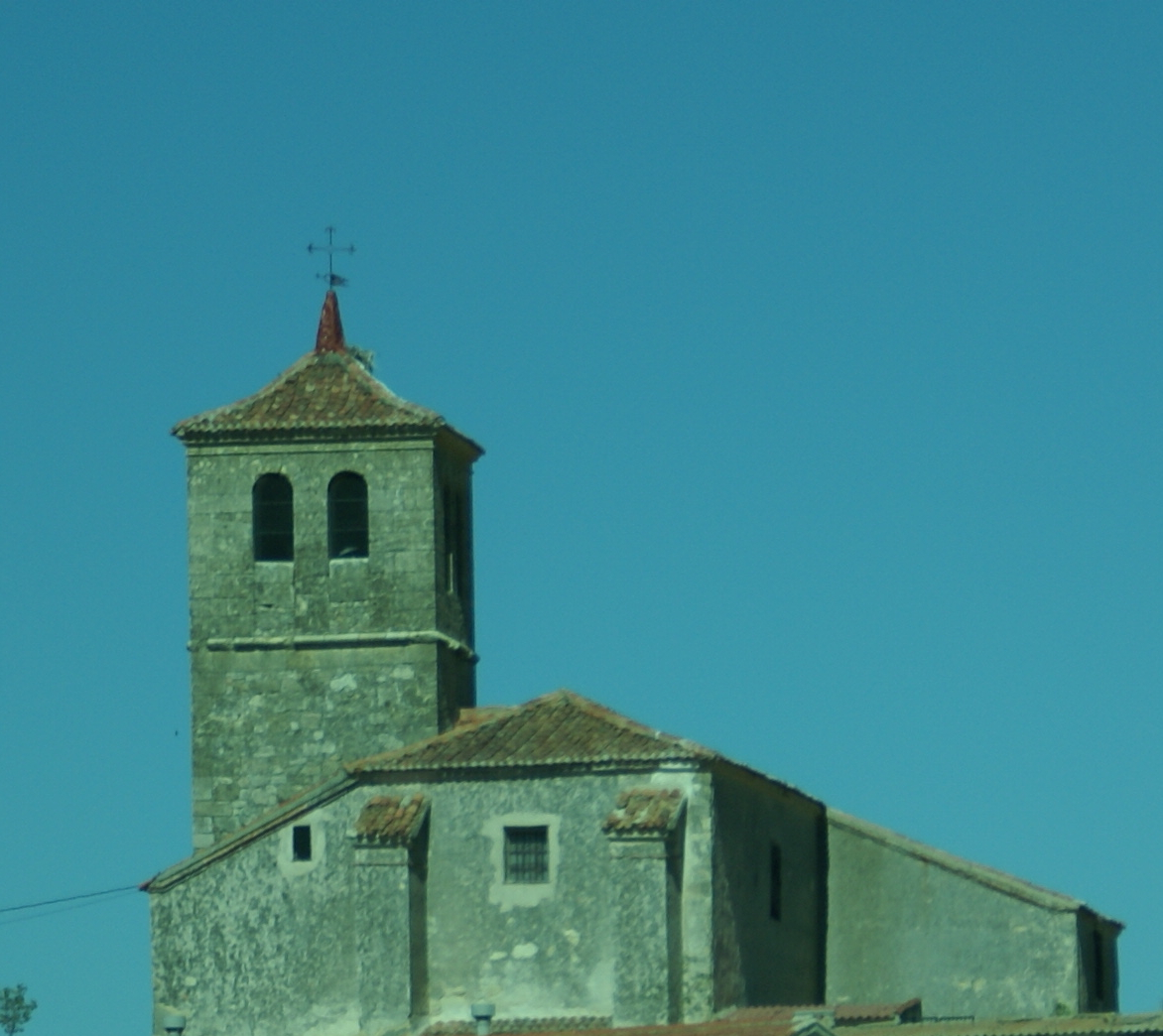
Kirche Mariä Himmelfahrt

- Kirche Mariä Himmelfahrt